# Newton Abbot
Newton Abbot è una cittadina di 25 556 abitanti della contea del Devon, in Inghilterra.